# Elbella
Elbella es un género de lepidópteros ditrisios de la subfamilia Pyrginae  dentro de la familia Hesperiidae.

## Especies
| - Elbella adonis - Elbella azeta - Elbella bicuspis - Elbella blanda - Elbella dulcinea - Elbella etna - Elbella hegesippe - Elbella intersecta - Elbella iphinous - Elbella lamprus - Elbella lustra | - Elbella luteizona - Elbella madeira - Elbella mariae - Elbella merops - Elbella miodesmiata - Elbella patrobas - Elbella patroclus - Elbella rondonia - Elbella scylla - Elbella theseus - Elbella viriditas |